# Nederlandse kampioenschappen schaatsen afstanden 2013 - 1000 meter vrouwen
De 1000 meter vrouwen op de Nederlandse kampioenschappen schaatsen afstanden 2013 werd gehouden op zondag 11 november 2012 in ijsstadion Thialf te Heerenveen, er namen 24 vrouwen deel.
Titelverdedigster was Thijsje Oenema die de titel pakte tijdens de NK afstanden 2012. Er waren vijf startplaatsen te verdienen voor de wereldbeker schaatsen 2012/2013. Er waren geen beschermde statussen. Zodoende waren de eerste vijf rijdsters zeker van een startplaats bij de Wereldbeker schaatsen 2012/2013 - 1000 meter vrouwen bij de eerste drie wedstrijden. Thijsje Oenema kwam niet verder dan een dertiende plaats en moest haar titel afstaan aan Marrit Leenstra.

## Statistieken

### Uitslag
| #      | Schaatser            | Ploeg            | tijd       |
| ------ | -------------------- | ---------------- | ---------- |
| Goud   | Marrit Leenstra      | Team Van Veen    | 1.16,39    |
| Zilver | Lotte van Beek       | Team Van Veen    | 1.16,97    |
| Brons  | Diane Valkenburg     | Danone Activia   | 1.17,07    |
| 4      | Laurine van Riessen  | Danone Activia   | 1.17,14    |
| 5      | Anice Das            | Team Anker       | 1.17,16    |
| 6      | Ireen Wüst           | TVM              | 1.17,32    |
| 7      | Margot Boer          | Team Liga        | 1.17,67    |
| 8      | Natasja Bruintjes    | Team Corendon    | 1.17,82    |
| 9      | Annette Gerritsen    | Danone Activia   | 1.18,10    |
| 10     | Janine Smit          | Team Liga        | 1.18,26(2) |
| 11     | Antoinette de Jong   | Jong Oranje      | 1.18,26(3) |
| 12     | Linda de Vries       | TVM              | 1.18,38    |
| 13     | Thijsje Oenema       | Team Liga        | 1.18,40    |
| 14     | Marit Dekker         | Team Anker       | 1.18,47    |
| 15     | Manon Kamminga       | Team Liga        | 1.18,60    |
| 16     | Letitia de Jong      | Team Anker       | 1.18,66    |
| 17     | Reina Anema          | Jong Oranje      | 1.19,10    |
| 18     | Bo van der Werff     | Team Anker       | 1.19,28    |
| 19     | Irene Schouten       | Project 2018     | 1.19,29    |
| 20     | Floor van den Brandt | Team Corendon    | 1.19,36    |
| 21     | Roxanne van Hemert   | Team Corendon    | 1.19,75    |
| 22     | Emma van Rijn        | Gewest NH/U      | 1.21,27    |
| 23     | Cerise Tersteeg      | Gewest NH/U      | 1.21,42    |
| 24     | Leslie Koen          | Gewest Friesland | 1.21,71    |

### Loting
| Rit | Binnenbaan           | Buitenbaan         |
| --- | -------------------- | ------------------ |
| 1   | Leslie Koen          | Marit Dekker       |
| 2   | Bo van der Werff     | Emma van Rijn      |
| 3   | Cerise Tersteeg      | Irene Schouten     |
| 4   | Reina Anema          | Manon Kamminga     |
| 5   | Diane Valkenburg     | Janine Smit        |
| 6   | Floor van den Brandt | Antoinette de Jong |
| 7   | Letitia de Jong      | Linda de Vries     |
| 8   | Anice Das            | Natasja Bruintjes  |
| 9   | Laurine van Riessen  | Roxanne van Hemert |
| 10  | Annette Gerritsen    | Marrit Leenstra    |
| 11  | Ireen Wüst           | Margot Boer        |
| 12  | Lotte van Beek       | Thijsje Oenema     |

1987 · 
1988 · 
1989 · 
1990 · 
1991 · 
1992 · 
1993 · 
1994 · 
1995 · 
1996 · 
1997 · 
1998 · 
1999 · 
2000 · 
2001 · 
2002 · 
2003 · 
2004 · 
2005 · 
2006 · 
2007 · 
2008 · 
2009 · 
2010 · 
2011 · 
2012 · 
2013 · 
2014 · 
2015 · 
2016 · 
2017 · 
2018 · 
2019 · 
2020 · 
2021 · 
2022 · 
2023 · 
2024 · 
2025